# Kasr Sallum
Kasr Sallum – wieś w Syrii, w muhafazie Aleppo. W 2004 roku liczyła 864 mieszkańców.